# Zacorisca
Zacorisca is een geslacht van vlinders uit de familie van de bladrollers (Tortricidae). De wetenschappelijke naam van het geslacht is voor het eerst geldig gepubliceerd in 1910 door Edward Meyrick.
De typesoort is: Zacorisca holantha Meyrick, 1910

## Synoniemen
- Chresmarcha Meyrick, 1910
  - Typesoort: Chresmarcha sibyllina Meyrick, 1910
- Megalodoris Meyrick, 1912
  - Typesoort: Atteria stephanitis Meyrick, 1910

## Soorten
- Zacorisca aglaocarpa
- Zacorisca angi
- Zacorisca aptycha
- Zacorisca aquamarina
- Zacorisca basilica
- Zacorisca bovisanguis
- Zacorisca chrysomelopa
- Zacorisca cyprantha
- Zacorisca daphnaea
- Zacorisca delphica
- Zacorisca digna
- Zacorisca electrina
- Zacorisca enaemargyrea
- Zacorisca epacmochroma
- Zacorisca erythromis
- Zacorisca euthalama
- Zacorisca heliaula
- Zacorisca helictocestum
- Zacorisca helminthophora
- Zacorisca holantha
- Zacorisca leura
- Zacorisca phaeoxesta
- Zacorisca platyantha
- Zacorisca poecilantha
- Zacorisca pulchella
- Zacorisca pyrocanthara
- Zacorisca seramica
- Zacorisca sibyllina
- Zacorisca stephanitis
- Zacorisca taminia
- Zacorisca tetrachroma
- Zacorisca thiasodes
- Zacorisca toxopei
- Zacorisca vexillifera